# Sedloňovský vrch
Sedloňovský vrch (1050 m n. m. či 1051 m n. m.; německy Sattler Koppe) je hora v Orlických horách. Nachází se v masivu Vrchmezí (podokrsek Vrchmezský hřbet), necelé dva kilometry jižně od samotného vrcholu Vrchmezí v jedné z mála rozsoch Orlického hřbetu. Pokračováním této rozsochy je pak Kamenný vrch, ležící od vrchu Sedloňovského přibližně jeden kilometr jižně.
Hora je pojmenována podle obce Sedloňov (německy Sattel), jež leží západním směrem od ní.

## Rezervace a další zajímavosti
Ve vrcholových partiích i na úbočích (zejména západním) se rozkládá stejnojmenná přírodní rezervace chránící smíšený porost pralesovitého charakteru.
V sedle mezi Sedloňovským a Kamenným vrchem se nachází Sedloňovský černý kříž, vztyčený na počest rakouského ministra orby Jeronýma hraběte z Mansfeldu, a srub, jenž sloužil jako kantýna pro dělníky stavějící ve 30. letech pohraniční opevnění. Linie lehkého opevnění se táhne západním úbočím hory.